# Nové Město
Nové Město é uma comuna checa localizada na região de Hradec Králové, distrito de Hradec Králové‎.